# Corsaglia
Le Corsaglia est un cours d'eau d'une longueur de 34 km qui coule dans la région du Piémont en Italie. Il est un affluent du Tanaro.

## Parcours
Il naît sous le nom de rio Revelli, dans la commune de Roburent dans la région des lacs de Brignola puis descend vers le nord dans la petite localité de Borello (945 m), où il reçoit l'apport du Borello (à droite) et du Sbornina (à gauche). Il marque la limite de la commune de Frabosa Soprana (à l'ouest) avec celles de Roburent et Montaldo di Mondovì. 
À la fin de la partie montagneuse de son parcours, il s'oriente vers le nord-est et reçoit les contributions importantes du rio Roburentello et du Casotto, qui se jettent tous les deux près de Torre Mondovì. Après le village de San Michele Mondovì il atteint Lesegno en dessinant un grand méandre où il reçoit le Mongia, toujours sur la rive droite. La confluence avec le Tanaro est à 335 mètres d'altitude au point où convergent les municipalités de Lesegno, Castellino Tanaro et Niella Tanaro.
La partie montagneuse du bassin se caractérise par d'importants phénomènes karstiques qui ont provoqué la création des célèbres grottes de Bossea (it) qui ont une longueur totale de 3 km et un site de restes osseux de Ursus Speleus (ours des cavernes vieux de 12 000 ans) Cette grotte est considérée comme l'une des plus belles et importantes en Italie pour le nombre de concrétions, des salles, des lacs intérieurs, ainsi que pour la faune endémique souterraine.